# 莊競程
莊競程（1980年12月22日—），中華民國政治人物，民主進步黨籍，生於臺中市，曾任行政院中部聯合服務中心執行長、立法委員、民主進步黨立法院黨團第10屆第3會期副書記長、國立交通大學生物醫學工程研究所助理教授，為臺中市議會議員曾朝榮的外甥。
2019年9月4日，民進黨提名莊競程參選臺中市第五選舉區（北區、北屯區）立法委員，並擊敗尋求連任的中國國民黨籍立委沈智慧；2023年獲民進黨提名競選連任，惟在泛藍基本盤整合成功下敗於國民黨籍議員新秀黃健豪，連任失利。

## 提案與建設

### 爭取北屯區增設國中、國小建設經費
由於臺中市北屯區人口成長快速，總人口數超過29萬人，新興發展區的教育需求提高，面臨超額新生與學生跨學區就讀的問題，因此臺中市政府規畫在北屯區文小5增設國小、文中5增設國中。2022年，為了幫助市府有更多經費加速興建，莊競程與台中市議員曾朝榮共同向中央爭取。最終，教育部同意2校部分補助3億8080萬元，用以建設學校，紓解超額新生與學生跨學區就讀問題。補助將以納入預算及「一次核定，自111至113年度，分年補助」方式辦理。

### 爭取台中大坑自來水管線接通
台中市北屯區大坑民德里1,300多名居民，因地勢高、落差大，長期無自來水可用，僅能取用山泉水或地下水。為解決解決民眾用水問題，莊競程同市議員曾朝榮向台灣自來水公司爭取興建管線。而後自來水公司在眾民代的陳情與要求下，承諾進行民興巷管線聯絡工程，讓大坑地區可以雙向供水，經費由水公司全額負擔。該計劃於2023年11月6日動工。

### 汰換台中北區近50年用水管線
台中市北區自強街周邊，由於是較早期發展成熟的老舊社區，自來水管線已使用4、50年，老舊且口徑小，導致現今該地區經常發生水壓不足及破管停漏水事件，影響居民用水品質。
莊競程針對此事，爭取6830萬元經費，並邀集台灣自來水公司舉辦自來水管線汰換工程說明會，而後自來水第四區管理處決議在2023年9月底動工，更換興進路、自強街、自強一街等及其周邊巷弄汰換長達6018公尺管線，並更換為較為耐用、防漏之延性石墨鑄鐵管（DIP）改善1280戶用水品質。

### 援救柬埔寨人口販運受害者
台中市某早午餐連鎖店負責人，2022年6月29日遭網友以拓展事業版圖為由，騙到柬埔寨視察，然而一下飛機就被載往詐騙集團園區，淪為豬仔，並遭受毆打電擊，且因工作不力被轉賣3次。後來其逃脫欲返台，但卻累積簽證逾期費、飯店安置費用約20萬元，無法離開柬埔寨，尋親友支援遭疑為詐騙。直至後來透過反詐騙組織與立委莊競程聯繫，在其協助下籌措出罰金得以回台。莊競程後於2023年7月12日開記者會，揭發新型態的人蛇詐騙手法，要求政府加強打詐，並呼籲民眾注意，強調不只受邀到海外工作可能是陷阱、連到海外做生意或投資都可能有詐。

### 支援無卡分期詐欺案學生
2023年10月，中部傳出近百名大學生遭無卡分期方式詐騙，詐騙集團聲稱以無卡分期簽約貸款買3C產品就可以獲得5千元，若介紹朋友辦理可收2000至4000元的介紹費。然而在事後，學生除了未拿到3C產品，更在10月初陸續接到融資公司催債，察覺受騙。後根據教育部10月30日公布之統計，共有11校95名學生受害，遍及台灣北部與中部校園，平均每人被誘騙簽下5到10萬元不等的無卡分期契約。
2023年10月30日，民進黨立委莊競程、黃秀芳與學生團體召開記者會，表示對受騙學生提供支援。莊競程要求政府由行政院打詐辦公室為主，串聯相關部會，針對無卡分期訂有相關規範，建立適當風控機制，包括對消費者及合作商家的徵授信管理及防範詐騙等，再者完善消費者保護措施，如個資保護、客訴爭議處理、資訊充分揭露、行銷招攬無誤導等制度。
另外，同場立委黃秀芳也表示政府應盡速提出監理方式，包括是否重啟融資公司法修法，如洗錢防制要求、契約議定、催繳行為限制等都需要一併規範；另一方面，學生是使用無卡分期的高風險族群，教育部也應落實教育宣導工作，提高學生的警覺心，避免再有更多學生落入無卡分期的陷阱，也避免無監理機制的BNPL融資消費方式，演變成過去台灣曾發生之雙卡風暴的未爆彈。  

## 選舉紀錄
| 年度 | 選舉屆數             | 選舉區           | 所屬政黨   | 得票數  | 得票率 | 當選標記 | 備註   |
| ---- | -------------------- | ---------------- | ---------- | ------- | ------ | -------- | ------ |
| 2020 | 第十屆立法委員選舉   | 臺中市第五選舉區 | 民主進步黨 | 114,738 | 44.63% |          | [ 12 ] |
| 2024 | 第十一屆立法委員選舉 | 臺中市第五選舉區 | 民主進步黨 | 107,357 | 41.08% |          |        |

## 爭議

### 萊豬臨時提案
2020年9月30日，立法院社會福利及衛生環境委員會開會時，中國國民黨立法委員林奕華臨時提案要求公私立托嬰中心、居家托育場所禁用瘦肉精食品及主張應到美国查廠合格後，萊豬才能進口提案進行表決。衛生福利部則提出修改文字，將禁止瘦肉精字眼改為「優先採用國產豬肉」。
處理臨時提案時，民主進步黨立法委員陳瑩打算提出林奕華提案的對案修正文字，但擔任會議召集委員的蔣萬安表示，陳瑩提出的為臨時提案，但他稍早宣布截止收案，並遵循過去委員會機制，因此並不納入處理範圍。隨後蔣萬安宣布，採點名表決方式處理臨時提案。民進黨立委洪申翰、莊競程、楊曜、邱泰源、黃秀芳、陳瑩表態反對；國民黨立委廖婉汝、張育美、徐志榮、吳斯懷和時代力量立委王婉諭則表態贊成。最後贊成5人，反對6人，提案不通過。此舉引起台灣民間反瘦肉精毒豬聯盟不滿，台灣民間反瘦肉精毒豬聯盟發言人李建誠質疑，為何這個關乎幼兒健康的提案會遭到否決。

### 違反防疫規定
2021年7月30日，莊競程出席一位里長候選人生日宴，卻違反台中市餐廳內用需要採梅花座或裝設隔板的規定，有違規之嫌。莊競程說明指出：當天受邀到生日餐敘，室內室外各一桌約20多人，符合室內50人室外100人規定。當場有人倒一杯飲料給他，他便拿下口罩向現場的人致意，致意完就戴上口罩，過程中也都有提醒主人家要遵照防疫規範，未來他也會更注意。

## 外部連結
- 莊競程的Facebook專頁
- YouTube上的莊競程頻道